# 2740 Tsoj
2740 Tsoj (1974 SY4) là một tiểu hành tinh vành đai chính được phát hiện ngày 16 tháng 9 năm 1974 bởi L. Zhuravleva ở Nauchnyj.
Nó được đặt tên theo Viktor Tsoi (1962-1990), poet, composer, và soloist of the Soviet rock-group Kino.